# Make It Shine
«Make It Shine» es una canción interpretada por la actriz y cantante Victoria Justice. «Make It Shine» es el primer sencillo promocional del álbum Victorious y a la vez es el tema musical para el programa de televisión de Nickelodeon, Victorious. También es la primera canción interpretada en el programa, con una versión más larga en el piloto cantada por Tori Vega, interpretada por Victoria Justice. Fue escrito por Dan Schneider, Michael Corcoran y Lukasz Gottwald.

## Antecedentes

### En el programa
En el episodio piloto, la canción fue escrita por André Harris y originalmente destinado a ser realizado por Trina en The Big Showcase. Cuando Trina tuvo una reacción alérgica a una hierba china Gargle, la hermana de Trina, Tori, es ofrecida por André a cantar en su lugar. Tori interpreta la canción espectacularmente, para sorpresa de todo el mundo ya que ella nunca dio muestras de su talento antes. El director le ofrece la oportunidad de ir a la escuela en Hollywood Arts, que ella acepta.
En el episodio Los Supervivientes del Calor, para obtener sus mentes de su atrapamiento en VR de Beck, Tori conduce a sus amigos en una interpretación de la canción, pero son interrumpidos cuando Cat Valentine vuelve al VR.
Para el episodio cruce iParty with Victorious, la canción se combinó con el tema musical de iCarly, «Leave It All to Me», para convertirse en «Leave It All to Shine», cantada por los miembros del reparto principal de ambos programas.
Tori y André también cantan una remezcla de «Make It Shine» en el episodio Helen Back Again de la segunda temporada, cuando Helen, la nueva directora de Hollywood Arts, hace que cada estudiante se vuelve a prueba para ver si merecen su lugar.
En el The Breakfast Bunch, Tori canta la canción para distraer el Sr. Dickers de sus amigos.

### En la vida real
«Make It Shine» es cantada por Victoria Justice y es escrita por Michael Corcoran, Lukasz Gottwald ( "Dr. Luke"), y Dan Schneider . Se presenta como el primer sencillo promocional en la primera banda sonora Victorious. El sencillo, que fue lanzado el 13 de abril de 2010, también está disponible en iTunes.

## Vídeo musical
El vídeo musical fue lanzado 11 de octubre de 2014 . También hay un vídeo detrás de las escenas .